# 珠宝盒星团
珠宝盒星团，又被称为NGC 4755、南十字座κ星团或者科德韦尔94（Caldwell 94、C 94），是位于南十字座的一个疏散星团。肉眼观看时，珠宝盒星团好像只是一颗恒星，位于南十字座第二亮星十字架三附近，因此在北半球只有纬度较低的地方才能看到。
珠宝盒星团是由法国天文学家尼可拉·路易·拉卡伊在南半球观测时首先发现的。而珠宝盒这个名字，则是根据英国著名天文学家约翰·赫歇尔通过望远镜观测后对其的描述“装满各种颜色宝石的首饰盒”而命名的。它是目前已知的最年轻星团之一，只有7100万年的历史，其视星等是4.2，距离地球6,440光年，包括了大约100颗恒星。其中最重要的成员南十字座κ是一颗年轻而非常巨大（因此也非常明亮）的红超巨星，这暗示它的寿命可能即将终结。
珠宝盒星团在天球上投影的相对位置附近有一个外观也和珠宝盒非常相似的疏散星团——仙后座NGC 457。

## 发现
珠宝盒星团是由拉卡伊在1751年至1752年间在南非首先发现的。由于观测的望远镜口径较小，他只能看到星云团状的结构，但从中已经能分辨出是一个恒星群体的集合。 星团取名为“珠宝盒”则来自约翰·赫歇尔在19世纪对它进行观测后的描述：
|    | (…) this cluster, though neither a large nor a rich one, is yet and extremely brilliant and beautiful object when viewed through an instrument of sufficient aperture to show distinctly the very different colour of its constituent stars, which give it the effect of a superb piece of fancy jewellery |
| —— | |

|  | （……）这个星团，虽然不大，包含的恒星也不是很多，但通过大口径望远镜观测却是一个非常明亮而且美丽的天体，它由颜色明显不同的恒星组成，就像是一串华丽花俏的珠宝 |

在1834年至1838年之间，赫歇尔记录下这个星团100颗恒星的位置。

## 物理特性
珠宝盒星团是目前已知最年轻的疏散星团之一。 其中最著名的就是发出明亮橙色光的M型红超巨星南十字座κ，它和星团中大部分发出蓝色光的热恒星形成鲜明对比。事实上，星团中的明亮成员恒星都是超巨星，其中有一些是目前已知银河系最明亮的恒星之一。
珠宝盒星团的平均径向速度是每秒钟向我们靠近17.9公里。由于星团在天球的投影和著名的暗星云煤袋星云邻近（虽然两者的实际距离可能非常遥远，但从地球上看，珠宝盒星团就刚好位于煤袋星云侧后方），它发出的光部分会被星云所遮挡，因此准确计算出它的距离就变得非常困难，现在估计，珠宝盒星团大约距离地球6,400 光年。

## 观测
珠宝盒星团被认为是南天星空最出色的天体之一。它发出各种各样的颜色，围绕在红橙色的超巨星南十字座κ周围。在双筒望远镜或小口径望远镜中，珠宝盒星团就是一个让人印象深刻的天体，但如果使用更大口径的望远镜观测就会得到更好的效果，因为星团的背景云气会变得更加显眼。星团最亮的三颗恒星位于同一条直线上并且发出不同颜色的光芒，因此被形象地称为“交通灯”。
寻找星团的方法可以首先寻找南十字座的第二亮星十字架三。珠宝盒星团在十字架三的东面不远处，视星等为4等。肉眼可以直接看到，但只是一个模糊状的结构，有可能只会当做一颗恒星。

## 图集

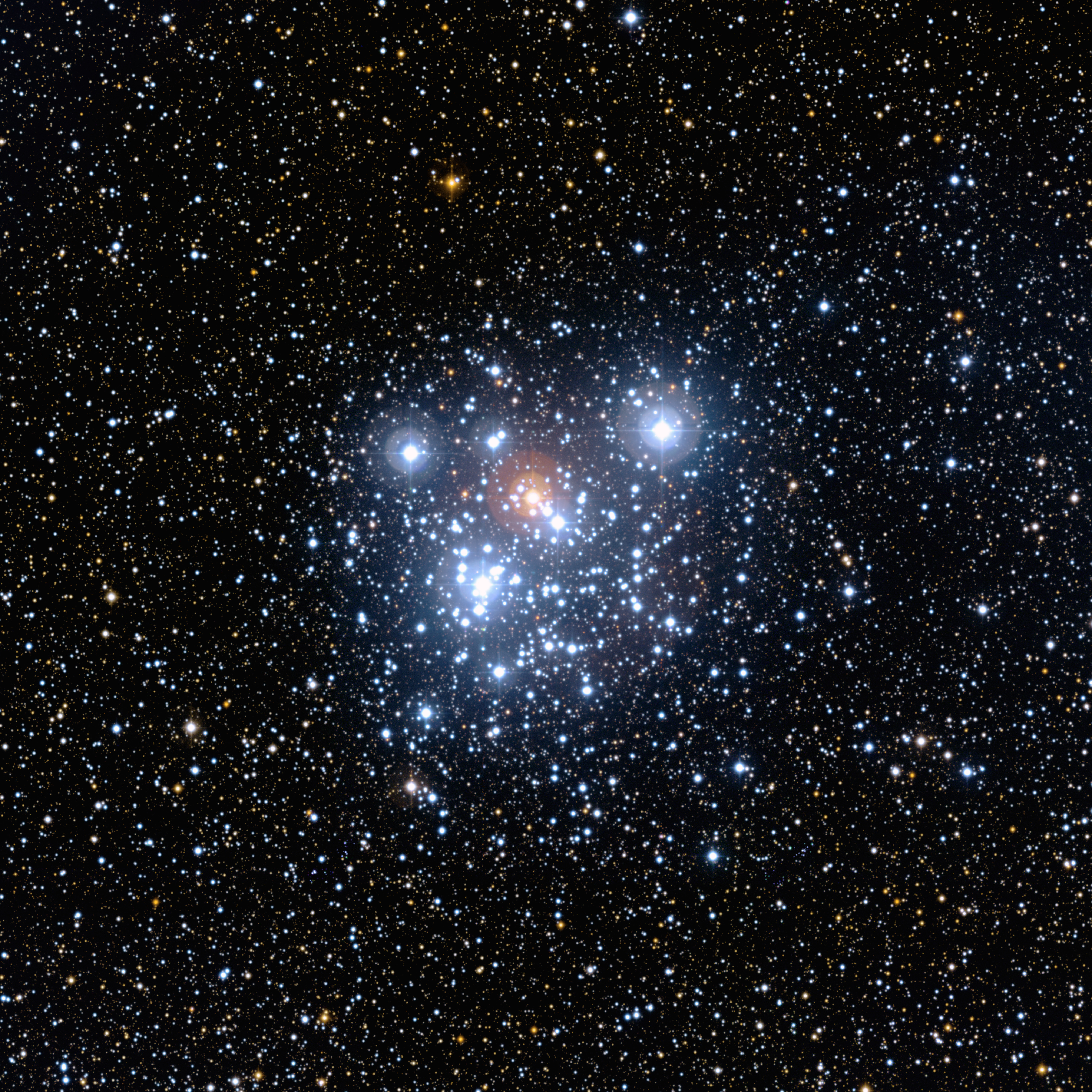
珠宝盒星团的广角照片
数字巡天2拍摄的珠宝盒星团
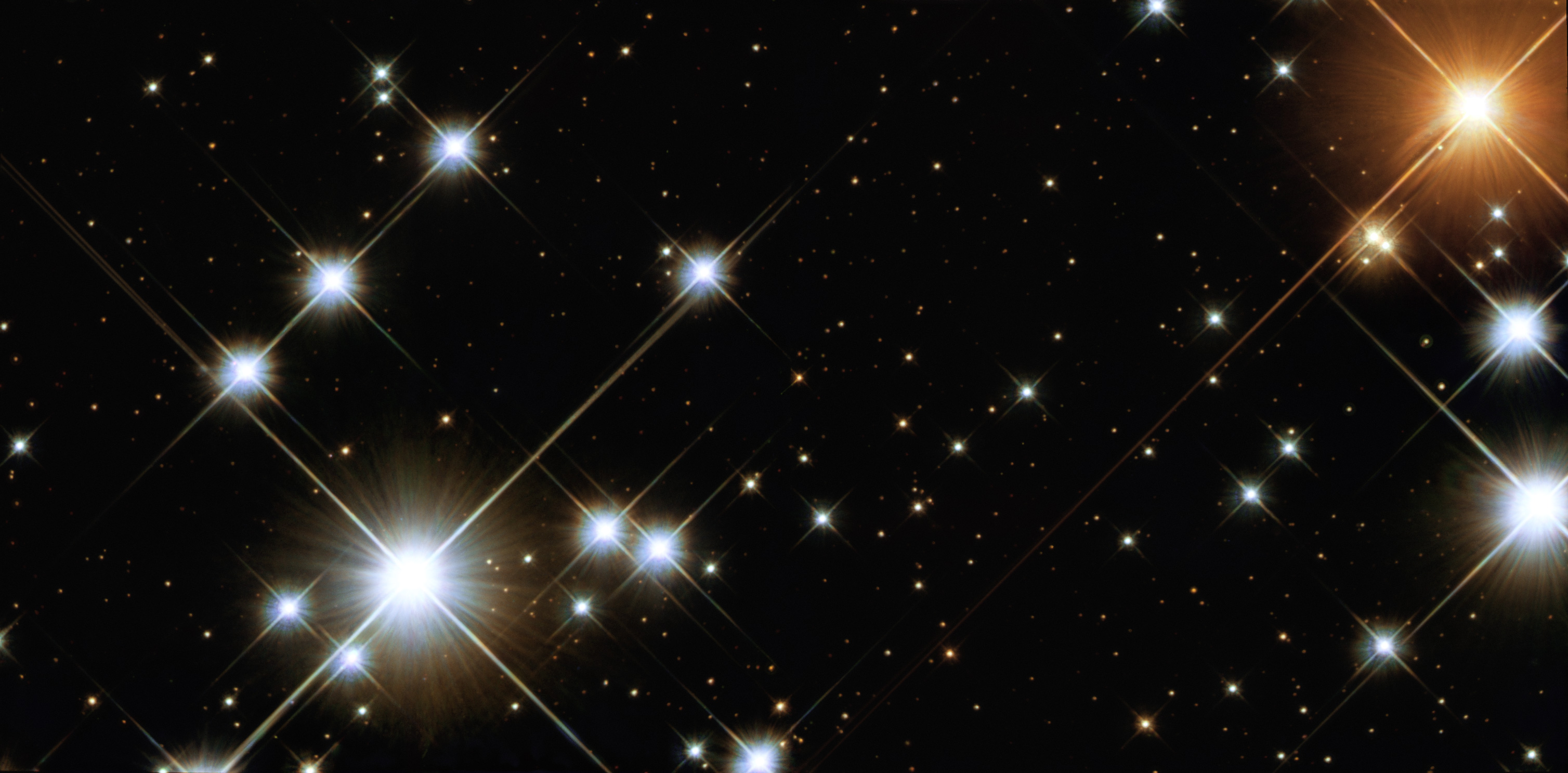
哈勃太空望远镜拍摄的珠宝盒星团
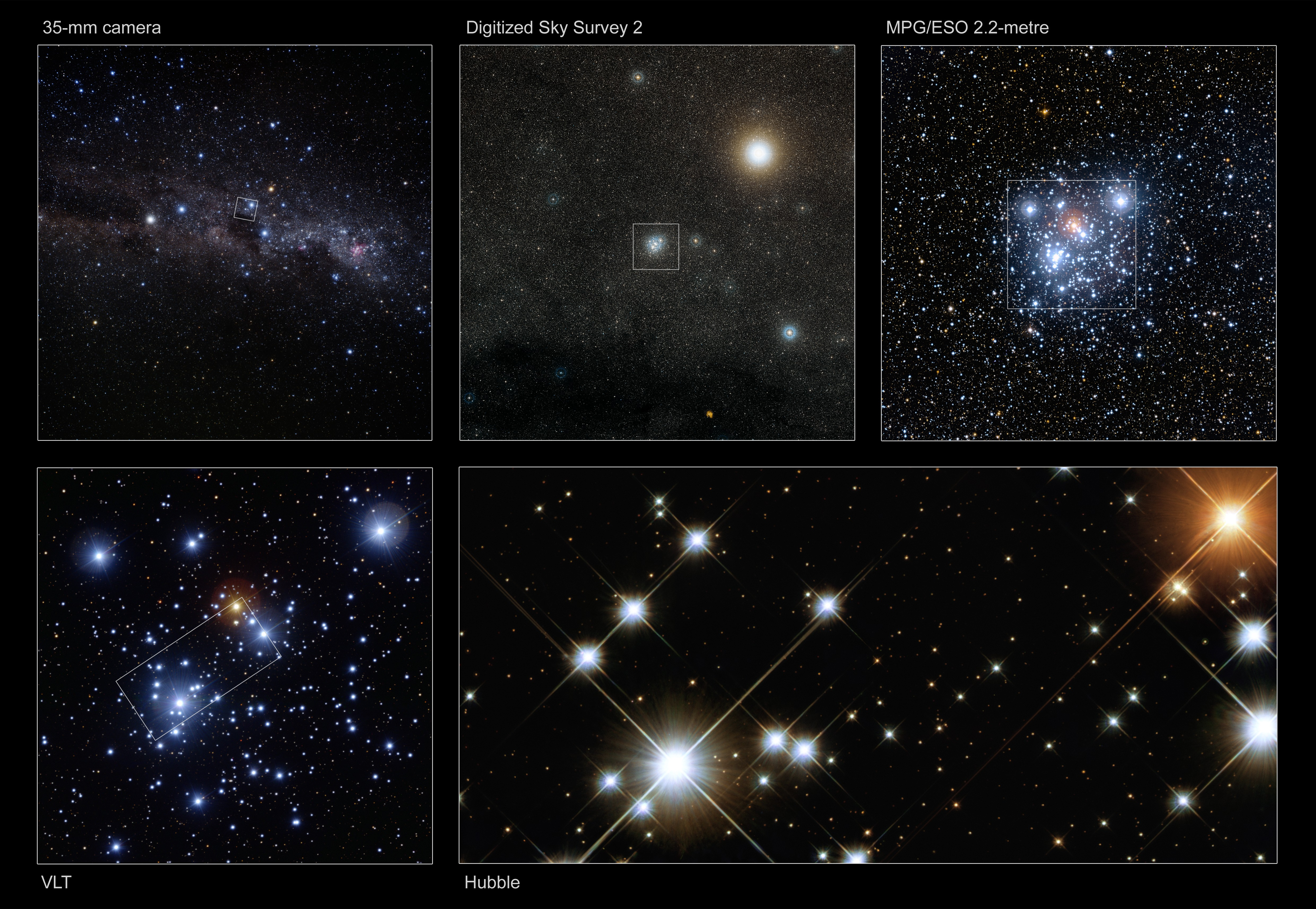
珠宝盒星团的逐级放大